# Sozibius mullana
Sozibius mullana är en mångfotingart som beskrevs av Chamberlin och Wang 1952. Sozibius mullana ingår i släktet Sozibius och familjen stenkrypare. Inga underarter finns listade i Catalogue of Life.